# Червенокрака кариама
Червенокраките кариами (Cariama cristata) са вид средноголеми птици от семейство Кариамови (Cariamidae), единствен представител на род Cariama.
Разпространени са в саваните във вътрешността на Южна Америка, от централна Бразилия до северна Аржентина. Достига дължина 75 до 90 сантиметра и маса 1,5 килограма. Хранят се главно с насекоми, влечуги и гризачи, рядко с растителна храна.